# Ceanîj, Busk
Ceanîj (în ucraineană Чаниж) este localitatea de reședință a comunei Ceanîj din raionul Busk, regiunea Liov, Ucraina.

## Demografie
Componența lingvistică a localității Ceanîj
     Ucraineană (99,56%)
     Alte limbi (0,44%)
Conform recensământului din 2001, majoritatea populației localității Ceanîj era vorbitoare de ucraineană (99,56%), existând în minoritate și vorbitori de alte limbi.